# Humboldtinsel
Die Humboldtinsel, benannt zu Ehren von Alexander von Humboldt, ist eine schmale und langgestreckte Insel im Tegeler Hafen im Norden des Tegeler Sees im Berliner Bezirk Reinickendorf. Sie liegt zwischen dem Tegeler Fließ, dem Hauptzufluss des Tegeler Sees, und dem Tegeler Hafen. Die Insel ist 616 Meter lang und im Nordosten maximal 58 Meter, über weite Strecken jedoch nur 17 Meter breit. Sie erstreckt sich bis zur Tegeler Hafenbrücke im Südosten. Der dortige Zugang über eine Wendeltreppe in einem der Brückenpavillons ist für die Öffentlichkeit geschlossen. Weitere Zugänge sind der Gabrielensteg im Nordwesten und der Mühlensteg im Nordosten.
Eine zweite Insel im Tegeler Hafen ist die nur 50 Meter entfernte Tegeler Insel, die auf einigen nichtamtlichen Karten fälschlich den Namen der Humboldtinsel trägt. Dort entstanden seit Mai 2013 sieben Stadtvillen mit 49 Eigentumswohnungen. Beide Inselprojekte sind Teil des Quartierentwicklungsplans für das Gebiet um den Tegeler Hafen, der auch das Anfang 2014 fertiggestellte Bauvorhaben Seegalerie an der Karolinenstraße umfasst.

## Geschichte
Die Insel wurde beim Bau des 1908 eröffneten Tegeler Industriehafens zu Beginn des 20. Jahrhunderts künstlich angelegt und von der Niederbarnimer Eisenbahn als Teil der Industriebahn Tegel–Friedrichsfelde zur Erschließung des Hafens genutzt. Letztes Relikt dieser Epoche war ein Lokschuppen, der 2014 abgerissen wurde.
Einige Beschäftigte der Niederbarnimer Eisenbahn erhielten auf der Insel Schrebergärten und nach Einstellung des Bahnbetriebes entstanden in den 1980er Jahren weitere Kleingärten. 2006 hatten sich 47 Laubenbesitzer, die ihre Parzellen räumen mussten, vergeblich darum bemüht, die Insel selbst zu erwerben.
Im Folgejahr kaufte das Düsseldorfer Unternehmen Martrade Immobilien das Grundstück, um in ein umfangreiches Bebauungsprojekt zu investieren. Nach einer mehrjährigen Genehmigungsphase einschließlich wasserrechtlicher Abklärungen erfolgte der Spatenstich Mitte Juni 2014. Insgesamt sollen 78 Wohnobjekte mit fünf verschiedenen Haustypen entstehen, darunter vier schwimmende Häuser, sogenannte Floating Homes. Die Häuser am Südufer der Insel werden über einen eigenen Bootsliegeplatz verfügen. Das Projekt mit einem Investitionsvolumen von etwa 40 Millionen Euro soll im Laufe des Jahres 2018 fertiggestellt werden.